# Wincenty Franciszek Mirecki
Wincenty Franciszek Mirecki (Cracovia, battezzato 31 marzo 1791 – Cracovia, 29 maggio 1862) è stato un compositore e insegnante polacco.

## Biografia
Dopo i primi rudimenti musicali ricevuti da suo padre, organista della Basilica di Santa Maria di Cracovia, diede a soli otto anni il suo primo concerto pubblico come pianista. Successivamente studiò filologia classica all'università di Cracovia, dove si specializzò in letteratura greca. Nel 1814 si trattenne a Vienna, dove conobbe Beethoven, Salieri e Moscheles e dove si perfezionò musicalmente in fortepiano sotto la guida di Hummel. Nel 1817 si recò prima a Venezia, poi a Milano e infine a Parigi, città nella quale strinse un intimo legame con Luigi Cherubini. Negli anni successivi in Mirecki sorse un certo interesse per la musica dei maestri italiani del barocco, in particolare per Benedetto Marcello del quale arrangiò ben 50 salmi (i suoi arrangiamenti divennero popolari in tutta Europa). Dal 1822 al 1825 fu attivo a Milano e negli anni 1825-6 lavorò a Lisbona come direttore di una compagnia d'opera italiana. Tornato in Italia, dal 1826 fu a Genova, dove fu direttore d'orchestra, compositore e nel 1838 insegnante di canto; inoltre in questo periodo prese parte a una seconda tournée con la stessa compagnia teatrale in Inghilterra e in Francia. Nel 1838 fece ritorno nella natia Cracovia, dove fondò una scuola di canto, che nel 1841 riorganizzò come la prima scuola di musica pubblica della città. Egli divenne quindi direttore del neonato istituto, nonché professore di canto e fu il riferimento per la formazione di generazioni di cantanti per l'Opera di Cracovia, della quale fu direttore artistico dal 1844 al 1850.

## Considerazione sull'artista
Mirecki fu un appassionato sostenitore dell'opera italiana e dello stile classico. La sua visione musicale fu formalizzata nel trattato Pogląd na muzykę (Approccio alla musica), pubblicato a Praga nel 1860, nel quale lo stile classico è presentato come l'apice dello sviluppo musicale. Egli dichiarò di essere contro la musica nazionale basata su melodie popolari, che egli considerava inadatte allo sviluppo delle varie forme musicali.
Le opere che compose si basano sullo stile di Gioachino Rossini e i suoi lavori strumentali adottano i canoni tipici del classicismo viennese, in particolare di Haydn e Beethoven.
Un altro suo scritto degno di nota è Trattato intorno agli instrumenti ed all'instrumentazione, pubblicato a Milano nel 1825, uno dei primi trattati sull'orchestrazione.

## Lavori

### Opere
- Pulavski (prima del 1822, perduta)
- Cyganie (Singspiel, 1822, Varsavia)
- Piast (libretto di J. U. Niemcewicz, 1822, Varsavia; perduta)
- Evandro in Pergamo (opera seria, libretto di A. Peracchi, 1824, Genova)
- Adrian en Syrie (1825-6, perduta)
- I due forzati (opera seria, 1825, Lisbona)
- Cornelio Bentivoglio (opera seria, 1844, Milano)
- Nocleg w Apeninach (libretto di N. Ekielski, 1845, Cracovia)
- Rajmund mnich (1860)

### Altre composizioni vocali
- Messa in mi magg. per 4 voci e org. (1841 ca.)
- Krakowiaki ofiarowane Polkom (canzona, 1816, Varsavia)
- Arrangiamento di 25 madrigali e 14 terzetti di G.C.M. Clari (1820 ca., Parigi)
- Arrangiamento di 13 duetti di Francesco Durante (1824, Lipsia)
- Arrangiamento di 50 salmi di Benedetto Marcello per 2-4 voci e pianoforte (1828 ca., Parigi)

### Musica strumentale
- Sinfonia n.1 (1855)
- Trio per pianoforte op.22 (1830 ca., Milano)
- Adagio e Allegro concertante per pianoforte, 2 violini, viola e contrabbasso, op.24 (1837, Vienna)
- 2 sonate per violino e pianoforte

#### Per pianoforte
- Variazioni, op.6 (1815 ca., Vienna)
- 3 sonatine, op.12 (1818 ca., Parigi)
- 3 sonate, op.14 (1818 ca., Parigi)
- Variazioni sur un air de l'opéra Faniska de Cherubini, op.9 (1819 ca., Milano)
- 3 sonatine, op.19 (1822 ca., Milano)
- Rondò, op.7 (1825 ca., Milano)
- Grand Variations sur un air national français, op.18
- Fantasie, cracoviane, marce, mazurche, polacche